# Heinrich von Staden (Medizinhistoriker)
Heinrich von Staden (* 2. März 1939) ist ein deutsch-amerikanischer Klassischer Philologe sowie Wissenschafts- und Medizinhistoriker.

## Leben und Werk
Nach dem Studium in Yale, Wien und Tübingen, das von Staden 1968 mit der Promotion in Tübingen abschloss, lehrte er von 1968 bis 1998 an der Yale University, zuletzt als William Lampson Professor of Classics and Comparative Literature (1997–1998). Von 1998 bis zu seiner Emeritierung 2010 war von Staden Professor am Institute for Advanced Study in Princeton, New Jersey. 
Seine Hauptarbeitsgebiete sind die antike Philosophie und Medizingeschichte – aktuell insbesondere der hellenistische Pionier der Humansektion, Erasistratos –, das Verhältnis von Natur (phýsis) und Kunst (téchne) in der antiken Naturwissenschaft und die medizinische Ethik in der griechischen und römischen Antike. Von ihm stammt die maßgebliche Ausgabe des in Alexandria praktizierenden und forschenden Arztes Herophilos von Chalkedon.

## Mitgliedschaften
Von Staden ist korrespondierendes Mitglied (Corresponding Fellow) der British Academy (seit 1995), auswärtiges Mitglied der Académie des Inscriptions et Belles-Lettres (seit 2004), korrespondierendes Mitglied der Akademie der Wissenschaften zu Göttingen. Er war Präsident der Fédération Internationale des Associations d’Études Classiques (FIEC) ab 2009. 1997 wurde er in die American Philosophical Society und 2010 in die American Academy of Arts and Sciences gewählt.

## Veröffentlichungen (Auswahl)
- A new testimonium about Polybus. In: Hermes. Band 104, 1976, S. 494–496.
- Herophilus: The Art of Medicine in Early Alexandria. Edition, translation and essays. Cambridge University Press, Cambridge et al. 1989, ISBN 0-521-23646-0 (eingeschränkte Vorschau in der Google-Buchsuche).

## Weblink
- Heinrich von Staden am Institute for Advanced Study